# Rick Boh
Rick Boh (Kamloops, 18 maggio 1964) è un ex hockeista su ghiaccio canadese.

## Carriera
Boh giocò le giovanili in una piccola squadra, i Pentincton Knights, che disputavano la British Columbia Junior Hockey League (che la squadra vinse nel 1981-1982). Non fu selezionato per l'NHL Entry Draft, e passò ai Colorado College Tigers, squadra universitaria che disputa la Western Collegiate Hockey Association, parte della prima divisione del campionato di hockey su ghiaccio della National Collegiate Athletic Association.
Qui giocò per quattro stagioni; si mise in luce tanto da guadagnarsi la convocazione per il Team Canada, per dieci incontri tra il 1986 e il 1987.
Fu dunque messo sotto contratto con i Minnesota North Stars (gli attuali Dallas Stars), squadra NHL, con cui giocò però solo otto incontri: la maggior parte della stagione la disputò nelle file dei Kalamazoo Wings, il farm team dei North Stars che disputava la IHL.
Nella stagione successiva si accasò nel campionato italiano, con il Fiemme Cavalese, che chiuse quel campionato al nono e penultimo posto, fallendo la qualificazione ai play-off.
Passò dunque al campionato olandese, coi Smoke Eaters Geleen. Vi giocò per tre anni, quando nel corso della stagione 1992-93 in un incidente di gioco si ruppe la mandibola in tre punti. Al termine della stagione, Boh si ritirò.

## Palmarès

### Club
- British Columbia Hockey League: 1

Penticton: 1981-1982